# Petaliaeschna lieftincki
Petaliaeschna lieftincki är en trollsländeart som beskrevs av Syoziro Asahina 1982. Petaliaeschna lieftincki ingår i släktet Petaliaeschna och familjen mosaiktrollsländor. IUCN kategoriserar arten globalt som otillräckligt studerad. Inga underarter finns listade i Catalogue of Life.